# Harmon Northrop Morse
Harmon Northrop Morse (15 d'octubre de 1848 - 8 de setembre de 1920) va ser un químic nord-americà. Avui és conegut com el primer que va sintetitzar el paracetamol, però aquesta substància només es va utilitzar àmpliament com a medicament dècades després de la mort de Morse. A la primera meitat del segle xx va ser conegut sobretot pel seu estudi de la pressió osmòtica, pel qual va rebre la Medalla Avogadro el 1916. L’ equació de Morse per estimar la pressió osmòtica rep el seu nom.

## Vida i carrera
El primer avantpassat americà de Harmon Northrop Morse va ser John Morse, que va venir d'Anglaterra el 1639 i es va establir a New Haven. El seu pare, Harmon Morse, era un agricultor purità i creia en el treball dur, poques vacances i poca escolarització. Considerava totes les formes de recreació com a desagradables. La mare de Northrop va morir molt jove, deixant enrere Northrop, el seu germà Anson i la seva germana Delia.
Gràcies a una dotació que va deixar la seva àvia, Northrop Morse va estudiar química a l’ Amherst College, on va ingressar el 1869 i es va graduar el 1873. Va continuar els seus estudis a Alemanya i va obtenir el doctorat en química amb un menor en mineralogia per la Universitat de Göttingen el 1875. Durant l'estada de Morse, Friedrich Wöhler s'havia retirat oficialment del servei actiu i el conseller de tesi de Morse, i cap del laboratori, era Hans Hübner. Tot i això, Wöhler passava ocasionalment part del seu temps al laboratori i alguns estudiants afavorits, generalment nord-americans, tenien el privilegi de treballar amb ell. Hübner era químic orgànic, de manera que el treball inicial de Morse va ser en aquesta àrea, però més tard Morse treballaria en el que ara es coneix com a química física.
Morse va tornar als Estats Units el 1875 i va rebre una ajuda a Amherst. Allà va treballar un any amb Harris i Emerson. Quan es va obrir la Universitat Johns Hopkins el 1876, Morse es va traslladar allà com a associada d' Ira Remsen, gràcies en part a una carta de recomanació d'Emerson. Remsen i Morse van iniciar junts el laboratori de química de Johns Hopkins i l'experiència d’Alemanya de Morse va resultar molt valuosa, ja que l'escola de química nord-americana estava menys desenvolupada en aquell moment. Morse es va convertir oficialment en professor associat el 1883, professor titular de química inorgànica i analítica el 1892 i director del laboratori químic el 1908. Es va retirar el 1916.
Morse es va casar dues vegades i va tenir quatre fills — una filla i tres fills. La seva segona esposa, Elizabet Dennis Clark, el va ajudar a preparar articles per a la seva publicació. Després de la seva jubilació, Morse es va tornar força solitari, poques vegades va sortir de casa i la seva salut es va deteriorar. Va morir durant les seves vacances anuals a l'illa de Chebeague, Maine — un lloc que va visitar sovint. Va ser enterrat a Amherst, on també tenia una casa d’estiueig. En el seu obituari, Remsen recorda a Morse com "tranquil i poc eficaç".

## Llegat científic
Tot i que Johns Hopkins va ser una universitat investigadora des del principi, els primers anys del departament de química van estar marcats per la manca d’estudiants i equips. Morse es va desanimar inicialment i va passar la major part del temps ensenyant. Al voltant del canvi de segle, Morse va publicar una sèrie de treballs sobre la preparació de l' àcid permangànic. Això el va portar a estudiar la pressió osmòtica. A la primera meitat del segle xx, el nom Morse es va associar principalment a la seva feina en aquesta zona. Amb l'ajut d'una subvenció de la Carnegie Institution de Washington, va publicar un informe titulat The Osmotic Pressure of Aqueous Solutions, que resumia el treball que va realitzar entre 1899 i 1913. Per aquest treball va ser guardonat amb la Medalla Avogadro per l’ Acadèmia de Ciències de Torí (Academia della Scienze di Turino) — l’acadèmia piemontesa de la qual va formar part Avogadro. La medalla va ser un premi únic atorgat en el centenari de la llei d'Avogadro.
El 1887 Jacobus Henricus van 't Hoff va publicar el seu document referent a l'analogia entre la pressió del gas i la pressió osmòtica de les solucions, per la qual va guanyar el primer premi Nobel de química. Va derivar un anàleg de la llei de Gay-Lussac per a la dependència de la pressió osmòtica de la temperatura absoluta. Van 't Hoff va derivar la seva analogia basant-se en dades dels experiments que Wilhelm Pfeffer, professor de botànica, havia publicat una dècada abans sota el títol "Osmotische Untersuchungen" — un relat dels seus esforços per mesurar la pressió osmòtica mitjançant cèl·lules poroses revestides de una membrana semipermeable que consisteix en hexacianoferrat de coure (II). Després de publicar-se la teoria de Van 't Hoff, els experimentadors van tenir problemes per reproduir les mesures de Pfeffer, principalment perquè no podien trobar ni fabricar cèl·lules d'argila de qualitat adequada per suportar la membrana semipermeable, un problema que també havia afectat Pfeffer. A més, Morse va mostrar que les cèl·lules de Pfeffer tenien fuites a alta pressió. La principal contribució experimental de Morse va ser un mètode electrolític de dipòsit de membranes semipermeables. Aquest avanç tecnològic va fer possible la verificació i correcció de la teoria de Van 't Hoff.
En una formulació moderna, l'equació de van 't Hoff afirma que ΠV = nRT, on Π és la pressió osmòtica, V és el volum de la solució, n és el nombre de mols del solut, R és la constant del gas i T és la temperatura absoluta (comparar-la amb la llei del gas ideal). Aquesta equació també es pot escriure com Π = cRT, on c = n / V és la molaritat (mol / m 3) de la solució. Morse va demostrar experimentalment que Π = bRT, on b és la molalitat (mol / kg) produeix una millor aproximació de la pressió osmòtica. Aquesta última equació rep el seu nom. Mitjançant aquestes equacions es pot calcular la massa molar de soluts a partir de les dades de pressió osmòtica.